# 中南大学生命科学学院
中南大学生命科学学院是在中国著名的人类与医学遗传学家、中国工程院院士夏家辉教授的大力倡导下，在湘雅医学一级学科的基础下于2003年5月创建的。原名为中南大学生物科学与技术学院，现名更改于2013年4月。学院现任院长为黄菊芳教授，学院现任党委书记为刘静教授。

## 学院历史
- 1942年，任邦哲教授（著名生物化学及医学教育家）首于湘雅医学院建立生化科，随后设立生物化学教研室。
- 1943年，卢惠霖教授（中国医学遗传学奠基人和生殖工程的开拓者）创建湘雅医学院生物教研室。
- 1978年，夏家辉教授领导成立湖南医科大学医学遗传学研究室和教研室。
- 1984年，卫生部和国家计委通知夏家辉教授组建医学遗传学国家重点实验室（湖南医科大学）。
- 2000年，湖南医科大学与中南工业大学、长沙铁道学院合并，组建中南大学。同年，中南大学生物学一级学科成为全国首批博士学位授权点。
- 2003年5月，在夏家辉院士的大力倡导下，以中南大学湘雅医学院生物学一级学科博士学位授权点为基础，依托医学遗传学国家重点实验室（中南大学），组建中南大学生物科学与技术学院。夏家辉院士任学院首任院长。
- 2013年4月，中南大学正式发文宣布，决定将生物科学与技术学院更名为生命科学学院。[1][2]
- 2014年6月，中南大学决定将生命科学学院与医学遗传学国家重点实验室合并，成立生命科学学院（遗传国家重点实验室），实行一组人员、两块牌子的管理模式。

## 学院机构
学院设有5个系、4个研究所和1个专业教学实验室。

### 系
- 生物化学系
- 分子生物学系
- 细胞生物学系
- 遗传学系（医学遗传学国家重点实验室）
- 神经生物学系（建在基础医学院）

### 研究中心（所）
- 分子生物学研究中心
- 东方田鼠实验动物种质资源库和开发应用中心
- 生物质能研究中心
- 生物化学研究所

### 教学实验中心
- 生物学实验中心[4]

## 重点学科
学院现开设一个生物科学本科专业，以培养医学背景突出、遗传学特色鲜明的拔尖创新人才为核心。
学院现有国家重点学科1门、省级重点学科1门、国家精品课程1门、国家精品资源共享课程1门、省级课程1门、学校精品课程4门、校级精品课程立项1门。

### 国家重点学科
- 二级学科国家重点学科——遗传学

### 湖南省重点学科
- 湖南省“十二五”一级重点学科——生物学
- 湖南省“十五”、“十一五”重点学科——生物化学与分子生物学

## 学院师资力量
学院依托于医学遗传学国家重点实验室，现有中国工程院院士1人、“长江学者”1人、国家“百千万人才工程”1人、享受国务院政府特殊津贴2人；教育部“跨世纪优秀人才计划”、“新世纪优秀人才支持计划”、“高等学校骨干教师资助计划”、“优秀青年教师资助计划”、“高校青年教师奖”获得者3人；湖南省“芙蓉学者”、“121人才工程”人选、“普通高等学校学科带头人”培养对象5人；中南大学“升华学者”特聘教授2人。

### 工程院院士
- 夏家辉　中国工程院院士、教授 人类与医学遗传学家，我国现代人类与医学遗传学的开拓者，我国“临床遗传学”奠基者，中国医学遗传学国家重点实验室创始人，2012年创建湖南家辉遗传专科医院。[8][9]

### 长江学者
- 张灼华　长江学者特聘教授、博导 “千人计划”国家特聘专家、973项目首席科学家，现任中南大学副校长。主要研究引起阿尔茨默症和帕金森氏症相关基因的分子功能和这些基因致病突变体导致的功能障碍，从而了解神经退行性的发病机制。[10]

### 新世纪百千万人才工程国家级人选
- 夏昆　教授、博导 享受国务院政府特殊津贴专家，973项目首席科学家，现任中南大学生命科学学院院长、医学遗传学国家重点实验室主任。长期从事人类遗传性疾病的家系收集，致病基因定位、克隆和功能研究。[11][12]